# Josep Torrens Vallés
José Torrens Vallés (Binissalem, 1930) va ser un restaurador mallorquí.
El 1946 es trasllada a Inca per treballar amb el seu oncle al celler que regentava en aquell temps: Sa Travessa. El 1966, el seu oncle li cedeix la direcció del celler i li dona un nou enfocament, adaptant-lo a les noves exigències del boom turístic. El 1971, amb l'ajuda de la seva esposa, amplia el negoci i passen a regentar també el celler de Can Amer. Ha obtingut diverses distincions, entre les quals destaca la Placa de Bronze al Mèrit Turístic, atorgada pel Ministeri de Turisme el 1982. El 1992, el Ministeri de Turisme selecciona el celler Can Amer per representar la cuina de les Illes Balears al pavelló d'Espanya a l'Expo de Sevilla. El 2007 va rebre el Premi Ramon Llull.